# Hermitisk matrix
En Hermitisk matrix er en kompleks matrix {\displaystyle {\boldsymbol {A}}}, som er lig med sin egen Hermitisk konjugerede {\displaystyle {\boldsymbol {A}}^{\dagger }}:
{\displaystyle {\boldsymbol {A}}={\boldsymbol {A}}^{\dagger }}
Tilsvarende for de enkelte elementer:
{\displaystyle a_{ij}=a_{ji}^{*}}
Dvs. at matricen ikke ændrer sig, hvis den transponeres og kompleks konjugeres. En Hermitisk matrix, der er reel, er blot en symmetrisk matrix.
Matricen er opkaldt efter den franske matematiker Charles Hermite.

## Eksempel
Som eksempel er matricen
{\displaystyle {\boldsymbol {A}}={\begin{bmatrix}1&-2i&3\\2i&-4&i\\3&-i&6\end{bmatrix}}}
Hermitisk. Den transponerede er:
{\displaystyle {\boldsymbol {A}}^{T}={\begin{bmatrix}1&2i&3\\-2i&-4&-i\\3&i&6\end{bmatrix}}}
Den komplekst konjugerede af det er blot
{\displaystyle {\boldsymbol {A}}^{\dagger }=\left({\boldsymbol {A}}^{T}\right)^{*}={\begin{bmatrix}1&-2i&3\\2i&-4&i\\3&-i&6\end{bmatrix}}}
hvilket er det samme som matrix {\displaystyle {\boldsymbol {A}}}.